# Goran Kostić
Goran Kostić est un acteur bosnien né le 18 novembre 1971 à Sarajevo.

## Filmographie

### Cinéma
- 1997 : Deux filles d'aujourd'hui : un étudiant
- 2001 : Vengeance secrète : voix additionnelles
- 2003 : Inside Outside Lydia's Head : Zoltan
- 2004 : The Face at the Window : Davor
- 2005 : Amours et Trahisons : Chris Webb
- 2005 : Benjamin's Struggle : un garde SS
- 2006 : Les Fils de l'homme : Bexhill Market Hustler
- 2007 : Hannibal Lecter : Les Origines du mal : Kazys Porvik
- 2007 : Extraordinary Rendition : Radovan
- 2007 : The Hunting Party : Srdjan
- 2008 : Taken : Gregor
- 2008 : The Crew : Lepi
- 2009 : L'Aide au retour : Miroslav
- 2010 : Anton Chekhov's The Duel : voix additionnelles
- 2010 : Des hommes et des dieux : le chef de chantier croate
- 2010 : Captifs : le prisonnier serbe
- 2011 : Au pays du sang et du miel : Danijel
- 2013 : The Last Days on Mars : Marko Petrovic
- 2015 : Orion : le magicien
- 2015 : Hiljadarka : Rudar
- 2017 : La Femme du gardien de zoo : M. Kinszerbaum
- 2018 : Ant-Man et la Guêpe : Anitolov
- 2019 : Little Joe : M. Simic
- 2024 : Canary Black de Pierre Morel : Breznov

### Télévision
- 1995 : Ghostbusters of East Finshley : Claus (1 épisode)
- 2001 : Sword of Honour
- 2001 : Frères d'armes : le prisonnier (1 épisode)
- 2001 : Mon ami le fantôme : Sergei (1 épisode)
- 2001-2009 : The Bill : Marek Jankowski et Zacchadeli (5 épisodes)
- 2002-2006 : Ultimate Force : Pudovkin et Eli (2 épisodes)
- 2003 : Casualty : Sali (1 épisode)
- 2003 : Spirale tragique : Cheddar
- 2003-2004 : Grease Monkeys : Ezekiel (19 épisodes)
- 2004 : Red Cap (1 épisode)
- 2004 : Murder Prevention : Paul Whitely (3 épisodes)
- 2005 : Classé Surnaturel (2 épisodes)
- 2005 : MI-5 : le garde du corps
- 2006 : Afterlife : David (1 épisode)
- 2007 : EastEnders : Erek (6 épisodes)
- 2010 : The Deep : Aux frontières des abysses : Zubov (3 épisodes)
- 2010 : Flics toujours : Pavel Illich (1 épisode)
- 2012 : Covert Affairs : Alexei Vershinin (1 épisode)
- 2014 : The Assets : Victor Cherkashin (5 épisodes)
- 2015 : Legends : Ivanenko (3 épisodes)
- 2018 : Bliss : Vladislav (6 épisodes)
- 2018 : Genius : Lvovich (1 épisode)
- 2018 : Jack Ryan : Ansore Dudayev (6 épisodes)

### Jeu vidéo
- 1996 : Command and Conquer : Alerte rouge : l'officier russe
- 2002 : Hitman 2: Silent Assassin : voix additionnelles
- 2008 : Command and Conquer : Alerte rouge 3 : l'officier russe